# Daniele Natale
Daniele Natale (San Giovanni Rotondo, 11 marzo 1919 – San Giovanni Rotondo, 6 luglio 1994) è stato un religioso italiano appartenente all'Ordine dei frati minori cappuccini.

## Biografia
Fra Daniele Natale, al secolo Michele, nacque l'11 marzo 1919 a San Giovanni Rotondo dal matrimonio tra Berardino (1894-1980) e Angela Maria De Bonis (1899-1984). La sua casa natale si trova in via Fratelli Cairoli, 31, in una stradina di fronte al Municipio. Quarto di sette figli, la sua infanzia fu provata dalle conseguenze disastrose lasciate dalla prima guerra mondiale. Entrato tra i Frati Minori Cappuccini nel 1933, dopo gli anni di formazione, il 12 maggio 1940, emise la professione perpetua nel Monastero di Sant'Egidio a Montefusco. Per volere dello stesso Padre Pio da Pietrelcina divenne suo figlio spirituale; da lui imparò a vivere il mistero della sofferenza e della malattia come mezzo di purificazione e santificazione. Svolse gli uffici di portinaio, cuoco e sacrista con dedizione e umiltà. A Foggia, durante i bombardamenti della seconda guerra mondiale, si distinse per la carità verso i feriti, gli sfollati, le vittime e le famiglie della città. Dopo la morte di Padre Pio, per mandato dello stesso, si fece apostolo del suo messaggio peregrinando per l'Italia e l'Europa.

### Esperienza di pre-morte
Nel 1952 Fra Daniele Natale fu ricoverato nella clinica Regina Elena di Roma (oggi Istituto Nazionale Tumori Regina Elena) per l'asportazione di un cancro alla milza. Fu operato, dopo molte insistenze, dal dottor Riccardo Moretti, che si era inizialmente rifiutato di eseguire l'intervento a causa dello stadio avanzato della malattia. Il malato entrò in coma subito dopo l'operazione e dopo tre giorni risultò deceduto. Tre ore dopo, quando già era stato realizzato il certificato di morte e mentre parenti e amici pregavano presso il corpo del frate, esso riprese vita, spostò il lenzuolo che lo copriva e cominciò a parlare, tra lo sconcerto dei presenti.
Il religioso raccontò in seguito di essere stato in Purgatorio e di avere ottenuto da Dio, tramite l'intercessione della Madonna e di Padre Pio, la grazia di tornare sulla Terra per terminare il suo compito. Riprese regolarmente la sua vita di apostolato e morì di morte naturale 42 anni dopo, il 6 luglio 1994, all'età di 75 anni.

## Processo canonico
L'8 marzo 2012 l'arcivescovo Michele Castoro ha aperto il suo processo diocesano di canonizzazione, e fra Daniele è diventato Servo di Dio. Il 7 luglio dello stesso anno è iniziato il processo per la Causa di Beatificazione e Canonizzazione.

## Traslazione del corpo

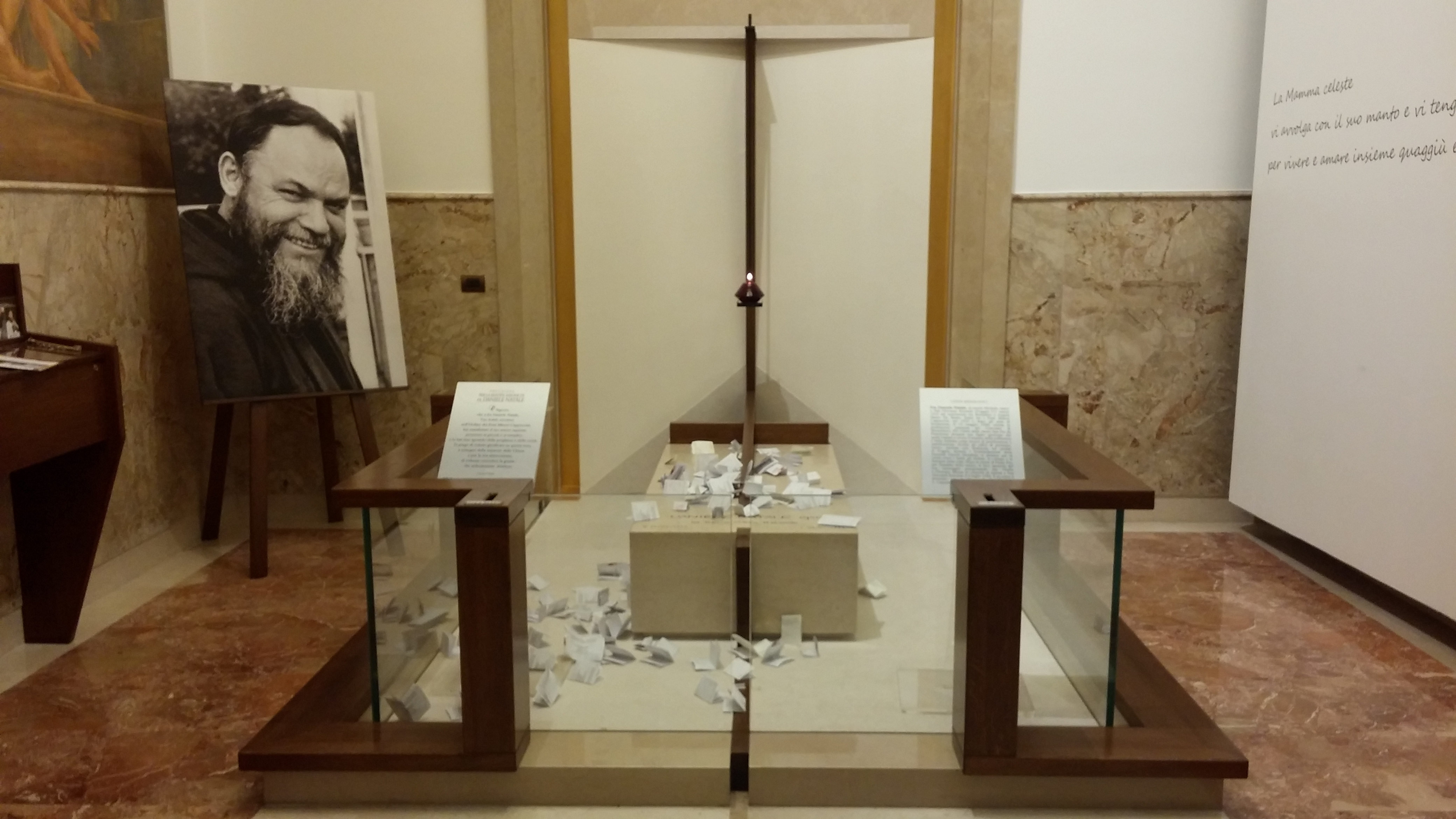
Tomba di Fra Daniele Natale ubicata nella Chiesa di Santa Maria delle Grazie a San Giovanni Rotondo (FG)

Il 10 ottobre 2015 è avvenuta la traslazione del corpo del Servo di Dio, dalla cappella di famiglia, nel cimitero di San Giovanni Rotondo, alla chiesa conventuale di Santa Maria delle Grazie, dove è stato tumulato in un loculo appositamente scavato nel pavimento, nell’area dell'ex battistero, divenuta luogo di preghiera e di devozione.